# Elaphognathia froygattella
Elaphognathia froygattella är en kräftdjursart som beskrevs av Cohen och Gary C.B. Poore 1994. Elaphognathia froygattella ingår i släktet Elaphognathia och familjen Gnathiidae. Inga underarter finns listade i Catalogue of Life.